# Morten Skoubo
Morten Skoubo (spreekt uit: skow-bo) (Holstebro, 30 juni 1980) is een Deens voormalig profvoetballer die bij voorkeur als aanvaller speelde. Hij kwam van 1999 tot en met 2014 uit voor achtereenvolgens FC Midtjylland, Borussia Mönchengladbach, West Bromwich Albion, Brøndby IF, Real Sociedad, FC Utrecht, Roda JC, Odense Boldklub en Delhi Dynamos. Skoubo was van 2003 tot en met 2011 actief als international voor het Deens voetbalelftal, waarvoor hij zes wedstrijden speelde en één keer scoorde.

## Loopbaan

### FC Midtjylland
Skoubo begon zijn professionele voetbalcarrière bij de Deense club FC Midtjylland, een club die vlak bij zijn geboorteplaats ligt. In 1999 behoorde hij voor het eerst tot de selectie en was daardoor een van de eerste spelers van de club. FC Midtjylland was namelijk in 1999 opgericht als fusie tussen Ikast FS en Herning Fremad. In het eerste seizoen met Midtjylland speelde Skoubo nog niet op het hoogste niveau van Denemarken, maar moest genoegen nemen met de tweede divisie. Vanwege de goede prestaties in die competitie promoveerde de club één seizoen en mocht ze in het seizoen 2000/2001 uitkomen in de hoogste Deense voetbaldivisie, de SAS Ligaen. Dat seizoen eindigde de club als derde in de competitie en zo maakte Skoubo met FC Midtjylland ook zijn debuut op het Europese niveau. Het seizoen 2001/2002 was zijn beste voor de Deense club. Hij scoorde negentien keer in de 27 wedstrijden die hij speelde. Het seizoen erop zou hij, na al een paar wedstrijden voor Midtjylland gespeeld te hebben, nog voor de sluiting van de transferperiode vertrekken, om zo voor het eerst bij een buitenlandse club te gaan spelen. Skoubo speelde voor FC Midtjylland in totaal 56 wedstrijden. Daarin scoorde hij 24 keer.

### Borussia Mönchengladbach en West Bromwich Albion
In het seizoen 2002/2003 maakte Skoubo de overstap van de SAS Ligaen naar de Bundesliga, om daar deel uit te maken van de selectie van Borussia Mönchengladbach. Bij Gladbach zou hij onder andere in de aanval te komen spelen samen met de Belg Joris Van Hout en de Nederlander Arie van Lent. In zijn eerste seizoen voor de Duitsers speelde Skoubo nog 21 wedstrijden, maar omdat hij daarin slechts vier keer scoorde was zijn positie in de basis voor het seizoen erop niet zeker. Daardoor speelde hij nog slechts zeven wedstrijden voordat hij uitgeleend werd aan de Engelse club West Bromwich Albion, dat probeerde te promoveren. Uiteindelijk slaagde WBA in die opzet maar Skoubo had er geen groot aandeel in. Gedurende zijn half jaar bij West Bromwich Albion speelde hij slechts twee wedstrijden. Daarna keerde hij weer terug naar Mönchengladbach, waar ten slotte duidelijk werd dat zijn toekomst toch niet bij die club lag. Daarom nam hij er in de zomer van 2004 afscheid, om terug te keren naar zijn vaderland. Voor Borussia Mönchengladbach speelde Skoubo in totaal 28 wedstrijden, waarin hij vier keer trefzeker was.

### Brøndby IF
Na zijn mislukte periode bij Borussia Mönchengladbach keerde Skoubo in 2004 terug naar Denemarken. Daar tekende hij een contract bij de topclub Brøndby IF die naarstig op zoek was naar spitsen. De Denen betaalden 600.000 euro voor Skoubo. Bij Brøndby vormde hij een aanvalsduo met de Zweed (en ex-Feyenoorder) Johan Elmander. In dat seizoen (2004/2005) kwam zijn tot tien doelpunten. Mede dankzij Skoubo won Brøndby dat jaar zowel de SAS Ligaen als de Beker van Denemarken. De finale werd gespeeld tegen zijn oude club FC Midtjylland. In de eerste helft van het seizoen 2005/2006 scoorde Skoubo acht doelpunten in vijf wedstrijden. Dankzij deze prestaties was er opnieuw een buitenlandse club geïnteresseerd in hem en tijdens de winterstop vertrok Skoubo voor de tweede keer in zijn carrière vanuit Denemarken naar het buitenland. Voor Brøndby IF speelde de Deen in totaal 41 wedstrijden, waarin hij negentien keer scoorde.

### Real Sociedad
In januari van het jaar 2006 maakte Skoubo de overstap van Brøndby IF naar de Spaanse club Real Sociedad. De Spanjaarden betaalden 2,5 miljoen euro voor de Deen. Bij Sociedad moest hij er mede voor zorgen dat de club niet zou degraderen. In februari van 2006 scoorde hij in een wedstrijd tegen Valencia CF na elf seconden een doelpunt, wat het op vier na snelste doelpunt in de geschiedenis van de Primera División betekende. De doelstelling werd niet bereikt. Real Sociedad degradeerde en moest daardoor het seizoen 2007/2008 spelen in de Segunda División A. Skoubo verhuisde naar FC Utrecht.

### Interlandcarrière
Skoubo maakte op 11 juni 2003 zijn debuut voor het nationale team van Denemarken. Dat was in een wedstrijd die de Denen met 2-0 wonnen van Luxemburg. Skoubo viel in dat duel na 73 minuten in voor aanvaller Ebbe Sand. Zijn eerste doelpunt maakte Skoubo tegen Israël. Zijn laatste wedstrijd die hij speelde voor het Deense elftal was tegen IJsland in 2010. Daarin ontving hij een gele kaart.

## Erelijst
Brøndby IF
- SAS Ligaen

2005